# Szabolcs (comitaat)
Het comitaat Szabolcs (Duits: Komitat Saboltsch)  was een historisch comitaat net benoorden het midden van het koninkrijk Hongarije. Dit comitaat bestond vanaf de 11e eeuw tot 1950 in zijn historische context en is daarna onderdeel geworden van het huidige comitaat Szabolcs-Szatmár-Bereg. Het historische comitaat was een van de oudste van het koninkrijk Hongarije.

## Ligging

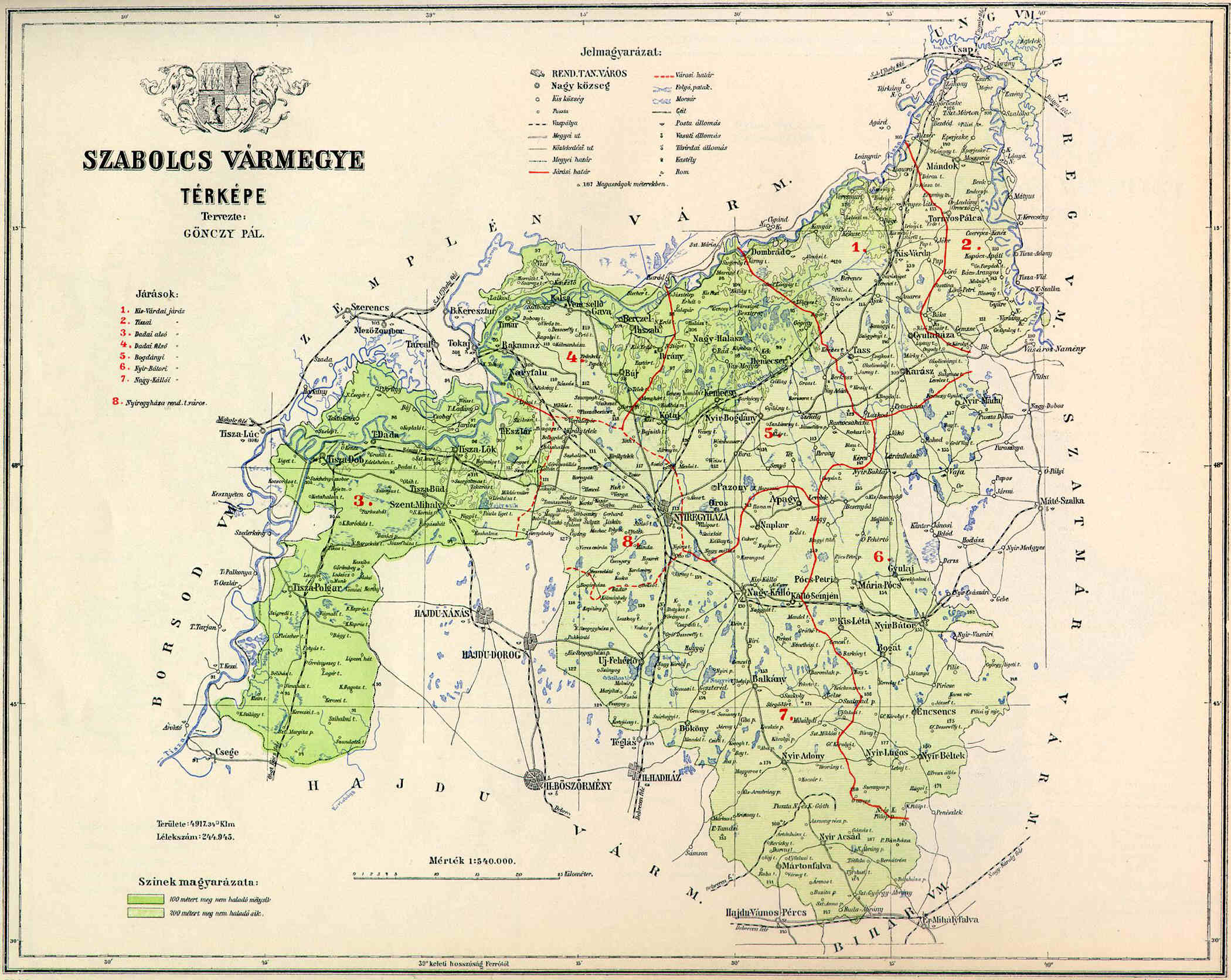
Kaart van het Comitaat Szabolcs in 1890

Het comitaat grensde aan de comitaten Borsod,  Zemplén,  Ung , Bereg , Szatmár, Bihar  en  het comitaat Hajdú. De rivier de Tisza / Theiss begrensde het comitaat grotendeels aan de noord- , noordoost- en westkant. Verder lag de monding van de rivier Bodrog in het comitaat en beschikte het gebied over veel meren. Het comitaat was gelegen in het noorden van de Grote Hongaarse Laagvlakte.

## Districten
| Stoeldistrict             | Hoofdplaats                 |
| ------------------------- | --------------------------- |
| Dada alsó („Neder-Dada“)  | Tiszalök                    |
| Dada felső („Opper-Dada“) | Gávavencsellő               |
| Kisvárda                  | Kisvárda / Kleinwardein     |
| Ligetalja                 | Nyíracsád                   |
| Nagykálló                 | Nagykálló                   |
| Nyírbakta                 | Nyírbakta                   |
| Nyírbátor                 | Nyírbátor                   |
| Nyírbogdány               | Kemecse                     |
| Tisza                     | Mándok                      |
| Stadsdistrict             |                             |
| Nyíregyháza               | Nyíregyháza / Birkenkirchen |

Bijna alle plaatsen liggen nog steeds in Hongarije op een paar plaatsen na net ten noorden van de Tisza die tegenwoordig op Slowaaks grondgebied liggen, die zijn de plaatsen: Malé Trakany / Kistárkány en Veľké Trakany / Nagytárkány , in deze dorpen wordt veel aan wijnbouw gedaan.